# Torrecilla de los Ángeles (kommunhuvudort)
Torrecilla de los Ángeles är en kommunhuvudort i Spanien.   Den ligger i provinsen Provincia de Cáceres och regionen Extremadura, i den centrala delen av landet, 230 km väster om huvudstaden Madrid. Torrecilla de los Ángeles ligger 453 meter över havet och antalet invånare är 705.
Terrängen runt Torrecilla de los Ángeles är huvudsakligen kuperad, men åt sydväst är den platt.Runt Torrecilla de los Ángeles är det glesbefolkat, med 13 invånare per kvadratkilometer. Närmaste större samhälle är Montehermoso, 18,6 km söder om Torrecilla de los Ángeles. Omgivningarna runt Torrecilla de los Ángeles är huvudsakligen savann.